# Barbie (model)
 For alternative betydninger, se Barbie (flertydig). (Se også artikler, som begynder med Barbie)
Barbie (født 21. april 1974) er kunstnernavnet på en dansk foldeudpige og pornomodel, der med film som Barbie: Danmarks vildeste brud (1999) satte sit præg på dansk porno i slutningen af 1990'erne og siden flyttede til Tyskland.
Hun har også medvirket i en række tyske sexfilm og været foldeudpige i det berømte mandeblad Penthouse.
Tv-serien SexOrama dedikerede i 2000 et helt afsnit til hende, og kaldte det Barbie-Girl.
I pornofilmen Barbie boller bedst (1998) er hun krediteret som "Barbie The Boller".